# The Ministry of Ungentlemanly Warfare
The Ministry of Ungentlemanly Warfare —titulada El ministerio de la guerra sucia en España y Guerra sin Reglas en Hispanoamérica— es una película  británica-estadounidense de comedia de acción y espías de 2024 dirigida, coescrita y coproducida por Guy Ritchie y protagonizada por Henry Cavill, Eiza González, Henry Golding, Alan Ritchson, Hero Fiennes Tiffin, Alex Pettyfer, Til Schweiger, Cary Elwes, Babs Olusanmokun y Henry Zaga. Basada en el libro de 2014 Churchill's Secret Warriors: The Explosive True Story of the Special Forces Desperadoes of WWII de Damien Lewis, la película retrata una versión muy ficticia de la Operación Postmaster.
The Ministry of Ungentlemanly Warfare tuvo su estreno el 13 de abril de 2024 en Nueva York y se estrenó en Estados Unidos el 19 de abril de 2024. La película recibió críticas positivas de los críticos, pero fue un fracaso de taquilla al recaudar 29,7 millones de dólares con un presupuesto de 60 millones de dólares.

## Sinopsis
Presentada como una historia real sobre la operación Postmaster, una organización de combate secreta británica durante la Segunda Guerra Mundial fundada por Winston Churchill e Ian Fleming, cuya guerra poco caballerosa de sus combatientes contra el nazismo cambió el curso de la guerra, y dio origen a las modernas operaciones negras.
A finales de 1941, durante la Segunda Guerra Mundial, el Reino Unido lucha por detener los intentos de la Alemania nazi de apoderarse de Europa, y Londres sufre regularmente bombardeos a manos de la Luftwaffe. Con sus barcos de suministro y ayuda hundidos constantemente por submarinos alemanes, el brigadier Colin Gubbins, con el apoyo indirecto del primer ministro Winston Churchill, se prepara para iniciar la Operación Postmaster, una misión de sabotaje de operaciones encubiertas destinada a interrumpir la operación de reabastecimiento de submarinos de los nazis en la isla Bioko (la antigua Fernando Póo) controlada por España. Mientras los agentes del SOE Marjorie Stewart y Richard Heron parten en tren, Gubbins recluta a Gus March-Phillips para reunir un equipo de tierra para destruir el barco de suministro italiano Duchessa d'Aosta y dos remolcadores adjuntos a él.
Utilizando el barco pesquero neutral sueco Maid of Honor, Gus y sus aliados, Graham Hayes, Freddy Alvarez y el oficial naval danés Anders Lassen (el único súbdito no británico que recibió la Cruz Victoria), comienzan la lenta navegación hacia Fernando Po. Al descubrir que el saboteador del SOE Geoffrey Appleyard , a quien Gubbins había enviado por delante suponiendo que Gus mostraría interés en quererlo en el equipo, fue capturado por agentes de la Gestapo, desvían el curso a una sección controlada por los nazis de las Islas Canarias para una misión de rescate.
Mientras tanto, Marjorie y Heron llegan temprano a Bioko, donde utilizan el salón de juego "ilegal" de este último para reclutar refuerzos para el equipo de Gus, mientras que Marjorie seduce a Heinrich Luhr, el comandante de las SS a cargo. Al enterarse de que la Duchessa tiene la intención de partir tres días antes de lo previsto, Gus hace que su tripulación navegue a través de un bloqueo naval británico en el África occidental ocupada por los nazis a pesar de saber que serán arrestados si se descubre su misión no autorizada.
En la noche del asalto, Marjorie y Heron se enteran de que Luhr ha hecho reforzar el casco del Duchessa a pesar de las reservas del agregado italiano. Apenas advertidos de esto a tiempo, Gus y Appleyard deciden que su mejor curso de acción es secuestrar los barcos y usarlos como moneda de cambio después de que un topo en el personal de Gubbins revela la misión al alto mando. Aunque Luhr finalmente se da cuenta cuando el acto de Marjorie comienza a "resbalar", el asalto finalmente tiene éxito y Marjorie le dispara a Luhr en la cabeza. Al entregar los barcos a una flota británica en las afueras de Lagos, el equipo es arrestado. Mientras esperan ser sometidos a un consejo de guerra, son salvados y reclutados por Churchill como parte de su "Ministerio de Guerra No Caballerosa", ya que sus acciones no solo han dañado gravemente la fuerza naval de los nazis, sino que también han permitido que Estados Unidos, que recientemente entró en la guerra después del ataque japonés a Pearl Harbor , se una al teatro europeo .
Un montaje de detalles antes de los créditos finales revela las actividades posteriores a la operación de varios protagonistas: Gus se convirtió en un héroe de guerra y dirigiría varias incursiones similares durante la guerra antes de casarse con Marjorie al comienzo de su carrera como actriz; Appleyard recibiría varios elogios por su papel en la misión, para gran diversión del rey ; Hayes se convertiría en un espía muy consumado, notable por sobrevivir a un año de tortura nazi sin quebrarse; Lassen participaría en redadas fuera del grupo hasta su muerte en 1945; Ian Fleming, que había sido parte del círculo íntimo de Gubbins durante este tiempo, usaría la Operación Postmaster como base inspiradora para sus novelas de James Bond.

## Reparto
- Henry Cavill como Gus March-Phillipps
- Eiza González como Marjorie Stewart
- Alan Ritchson como Anders Lassen
- Henry Golding como Freddy Alvarez
- Alex Pettyfer como Geoffrey Appleyard
- Hero Fiennes Tiffin como Henry (Graham) Hayes
- Babs Olusanmokun como Mr. Heron
- Cary Elwes como Brigadier Gubbins 'M'
- Til Schweiger como Heinrich Luhr
- Henry Zaga como Captain Binea
- Rory Kinnear como Winston Churchill
- Danny Sapani como Kambili Kalu
- Freddie Fox como Ian Fleming

## Producción

### Preproducción
Paramount Pictures adquidió los derechos del libro de Damien Lewis, The Ministry of Ungentlemanly Warfare: How Churchill’s Secret Warriors Set Europe Ablaze and Gave Birth to Modern Black Ops en 2015. Guy Ritchie Guy Ritchie fichó para dirigir el proyecto, con un guion de Arash Amel y un libreto original de Paul Tamasy y Eric Johnson, con Jerry Bruckheimer produciendo el film. En octubre de 2022, Henry Cavill y Eiza González fueron fichados como protagonistas, ya no estando Paramount involucrado. En febrero de 2023 el reparto adicional Alan Ritchson, Henry Golding, Alex Pettyfer, Hero Fiennes-Tiffin y Cary Elwes fueron anunciados.

### Rodaje
La producción comenzó en febrero de 2023 en Turquía, con filmaciones tomando lugar en Anatolia.
En abril de 2023 escenas adicionales fueron grabadas en Charlton House en Charlton, Sur de Londres, Inglaterra.
En septiembre de 2023 el rodaje se traslada a Tenerife. Distintas localizaciones como San Andrés y Las Maretas (provincia de Santa Cruz de Tenerife)

### Distribución
El día que iniciaron las grabaciones se anunció que Lionsgate había adquirido los derechos para la distribución de la cinta  en Estados Unidos, planeando darle un lanzamiento en algún punto de 2024, y Black Bear International adquirió los derechos de la distribución internacional en los territorios de Europa, Latinoamérica, Australia, Nueva Zelanda, Canadá, Sudáfrica, India y para Asia a través de streaming por Prime Video.

## Estreno
La película fue estrenada en Estados Unidos el 19 de abril de 2024.